# Agustín Cáffaro
Agustín Cáffaro (Piamonte, Santa Fe, 6 de febrero de 1995) es un baloncestista argentino que se desempeña como pívot en Independiente de Oliva de la Liga Nacional de Básquet de Argentina.

## Trayectoria
Cáffaro inició su carrera deportiva en San Jorge, equipo de la Primera Nacional B, la tercera categoría del baloncesto argentino.
Jugó luego el Torneo Nacional de Ascenso para San Martín de Marcos Juárez e Instituto de Córdoba, disputando también los torneos juveniles con esos clubes. 
Retornó en 2014 a la tercera categoría (ahora rebautizada como Torneo Federal de Básquetbol) fichado por el club Sportsmen de Rosario. Fue en esa ocasión uno de los jugadores más destacados del torneo, por lo que terminó siendo reclutado por Quimsa, club que le permitió debutar oficialmente en la Liga Nacional de Básquet en 2015. 
Debido a sus escasos minutos en el equipo santiagueño, llegaron a un acuerdo para la desvinculación y, a fines de enero de 2016, terminó retornando al TNA para permanecer un semestre con Huracán de Trelew. Promedió allí 5.0 puntos y 2.3 rebotes por partido.
Boca Juniors lo devolvió a la primera categoría del baloncesto argentino. Jugó dos años en el club porteño, pasando en 2018 a Libertad de Sunchales. Al terminar esa temporada fue destacado como el Jugador de Mayor Progreso de la Liga Nacional de Básquet. 
El 14 de julio de 2019 es fichado por el tetracampeón de la LNB San Lorenzo. Con el club conquistó el Torneo Súper 20 2019. Participó luego de la Liga Uruguaya de Ascenso 2020, liderando a Urupan hacia el 
campeonato. Regresó a San Lorenzo para jugar la temporada 2020-21, pero tras tener presencia sólo en 13 partidos abandonó al equipo en enero de 2021 para sumarse a Regatas Corrientes. En abril de 2022 fue desvinculado del equipo correntino y al mes siguiente aceptó la oferta para jugar en la Liga Uruguaya de Ascenso defendiendo los colores de Sayago. 
Finalizada su experiencia en Uruguay, retornó a su país donde se incorporó a Peñarol de Mar del Plata, equipo que tenía muchas expectativas para la temporada 2022-23 de la LNB. Sin embargo la eliminación de los marplatenses en la primera fase de los playoffs a fines de abril de 2023, le abrió a Cáffaro una nueva posibilidad para migrar al extranjero: de ese modo fue contratado por los Guaiqueríes de Margarita de la Superliga Profesional de Baloncesto de Venezuela.
Tras su actuación en Venezuela, Cáffaro fichó con el Brianza Casa Basket de la Serie B, desembarcando por primera vez en el baloncesto europeo. En julio de 2024 pasó a las filas del Latina Basket.
En julio de 2025 regresó a la LNB como fichaje de Independiente de Oliva.

### Clubes
| Club                        | País      | Año             |
| --------------------------- | --------- | --------------- |
| San Jorge                   | Argentina | 2008 - 2010     |
| San Martín de Marcos Juárez | Argentina | 2011 - 2012     |
| Instituto                   | Argentina | 2013 - 2014     |
| Sportsmen de Rosario        | Argentina | 2014 - 2015     |
| Quimsa                      | Argentina | 2015 - 2016     |
| Huracán de Trelew           | Argentina | 2016            |
| Boca Juniors                | Argentina | 2016 - 2018     |
| Libertad                    | Argentina | 2018 - 2019     |
| San Lorenzo                 | Argentina | 2019 - 2020     |
| Urupan                      | Uruguay   | 2020            |
| San Lorenzo                 | Argentina | 2020            |
| Regatas Corrientes          | Argentina | 2021 - 2022     |
| Sayago                      | Uruguay   | 2022            |
| Peñarol de Mar del Plata    | Argentina | 2022 - 2023     |
| Guaiqueríes de Margarita    | Venezuela | 2023            |
| Brianza Casa Basket         | Italia    | 2023 - 2024     |
| Latina Basket               | Italia    | 2024 - 2025     |
| Independiente de Oliva      | Argentina | 2025 - Presente |

## Selección nacional
Jugó en la Selección Argentina el Mundial Sub-17 de 2012 de Kaunas, Lituania. Allí disputó un total de 22 minutos en cancha durante los cuales anotó 5 puntos y bajó 8 rebotes.
El 22 de febrero de 2019, debutó en la selección mayor durante la eliminatoria para el mundial frente a Puerto Rico, marcando 9 puntos y capturando 3 rebotes. En agosto, fue uno de los pivotes del plantel de la Selección Argentina que obtuvo la medalla de oro en los Juegos Panamericanos de Lima. Este fue el primer título oficial de Cáffaro jugando en la selección mayor de Argentina. Además fue uno de los pivotes del plantel argentino que conquistó la medalla de plata en el Mundial de China.

## Vida privada
Es hermano de Francisco Cáffaro y Esteban Cáffaro, ambos jugadores profesionales de baloncesto.